# Secretaría de Estado de Transportes y Movilidad Sostenible
La Secretaría de Estado de Transportes y Movilidad Sostenible de España es el órgano superior del Ministerio de Transportes y Movilidad Sostenible que, bajo la dirección del ministro, es responsable de la de la definición y propuesta de las políticas del Ministerio referentes a la planificación, definición, propuesta y ejecución de las políticas del Ministerio vinculadas a la realización de infraestructuras del transporte, la movilidad segura y sostenible en su dimensión social, económica y medioambiental, incluyendo la promoción de la movilidad activa, y la ordenación general de los transportes terrestre, marítimo y aéreo de competencia estatal, a través de sus órganos dependientes y de los organismos y entidades adscritos al Departamento.

## Historia
Si bien en etapas previas han existido secretarías de estado y/o generales con competencias en infraestructuras, transportes y vivienda, el origen de la actual Secretaría de Estado se encuentra en el Real Decreto 2234/1993, de 17 de diciembre. Mediante este Real Decreto, el Ministerio de Obras Públicas, Transportes y Medio Ambiente pasa a tener como órgano superior la Secretaría de Estado de Política Territorial y Obras Públicas, que agrupa competencias relativas a infraestructura del transporte, obras hidráulicas, planificación territorial y algunas relativas a urbanismo.
Años más tarde, con la reforma de 1996, el órgano continua asumiendo funciones, con la incorporación de aquellas direcciones generales que asumían la regulación de los medios de transporte. En esta etapa, las competencias en vivienda estaban en la subsecretaría de Fomento.
Ya en mayo de 2000, la secretaría pasa a denominarse Secretaría de Estado de Infraestructuras, con competencias en vivienda que ejercía a través de la Dirección General de la Vivienda, la Arquitectura y el Urbanismo, pero perdiendo las competencias en transporte, que pasan a la Subsecretaría.
En 2004, la secretaría de Estado pasa a denominarse Secretaría de Estado de Infraestructuras y Planificación, perdiendo las competencias en vivienda que pasan a formar parte del recuperado Ministerio de Vivienda. Las competencias en transporte seguirán separadas al crearse la Secretaría General de Transporte con dependencia directa del ministro.
Por Real Decreto 542/2009, de 7 de abril, el órgano superior se renombró como Secretaría de Estado de Planificación e Infraestructuras y continuaba con competencias exclusivamente relativas a infraestructuras del transporte. Será a finales de 2011, cuando adquiere sus características actuales.
En esta fecha, debido a la crisis económica y a la necesidad de recortar el gasto público, en 2011 se unificaron las funciones repartidas en diversos órganos en una sola Secretaría de Estado, la Secretaría de Estado de Planificación e Infraestructuras que, con una estructura parecida a la Secretaría de Estado de Infraestructuras y Transportes de 1996, pero con competencias también en vivienda y vertebrándose a través de una secretaría general para cada materia —tres en total, todas ellas creadas en 2004—, ampliaba su ámbito competencial de forma considerable. Unos meses después, en marzo de 2012, se renombró como Secretaría de Estado de Infraestructuras, Transporte y Vivienda.
Sin muchos cambios hasta 2020, por aquel entonces el presidente del Gobierno, Pedro Sánchez, decidió renombrar el Departamento ministerial como Ministerio de Transportes, Movilidad y Agenda Urbana, dejando atrás el histórico nombre «de Fomento». Con este cambio, también se adaptó el nombre del principal órgano colaborador del ministro, la Secretaría de Estado de Infraestructuras, Transporte y Vivienda, que adquirió su denominación actual, manteniendo intacta su estructura y competencias.
Por Real Decreto 829/2023, de 20 de noviembre, tal y como ya pasó en 2004, pierde las competencias sobre vivienda, que las asume el restablecido Ministerio de Vivienda a través de una Secretaría de Estado de Vivienda y Agenda Urbana. Ya en diciembre, se reforma profundamente el Ministerio; se alteró la forma en la que se organizaba, pues hasta entonces la política de infraestructuras de transporte y de ordenación de los medios de transporte se gestionaban de forma separada —mediante la Secretaría General de Infraestructuras para lo primero y la Secretaría General de Transportes para lo segundo— pero, desde el Real Decreto 1009/2023, de 5 de diciembre, las competencias se organizaron mediante dos secretaría generales nuevas —Secretaría General de Transporte Terrestre y Secretaría General de Transportes Aéreo y Marítimo— que unificaron los distintos medios de transporte concretos con sus políticas de ordenación e infraestructuras.
En marzo de 2024 se concluyó la reforma del Departamento iniciada en diciembre del mes anterior, con la creación de la Secretaría General de Movilidad Sostenible, que agrupó las competencias que ejercían diversos órganos de la Secretaría de Estado.
En julio de 2025 se renombró y reformó la Unidad de Emergencias, Seguridad y Gestión de Crisis, con rango de Subdirección General, que pasó a denominarse Observatorio para la coordinación y prevención de crisis y la atención a las víctimas de accidentes e incidentes en los modos de transporte, con el mismo rango orgánico.

## Estructura
La Secretaría de Estado se estructura en los siguientes órganos:
- La Secretaría General de Transporte Terrestre.
  - La Dirección General de Carreteras
  - La Dirección General del Sector Ferroviario.
  - La Dirección General de Transporte por Carretera y Ferrocarril.
- La Secretaría General de Transportes Aéreo y Marítimo.
  - La Dirección General de Aviación Civil
  - La Dirección General de la Marina Mercante
- La Secretaría General de Movilidad Sostenible.
  - La Dirección General de Estrategias de Movilidad.
- La Observatorio para la coordinación y prevención de crisis y la atención a las víctimas de accidentes e incidentes en los modos de transporte.

Como órgano de apoyo y asistencia inmediata al titular de la Secretaría de Estado existe un Gabinete, con nivel orgánico de subdirección general.

### Adscripciones
Se adscriben al Ministerio, a través de la Secretaría de Estado:
- El ente público Puertos del Estado.
  - Las Autoridades Portuarias.
- La entidad pública empresarial Adif.
- La entidad pública empresarial Adif-Alta Velocidad.
- La entidad pública empresarial Renfe Operadora.
- La entidad pública empresarial Enaire.
- El organismo autónomo Centro de Estudios y Experimentación de Obras Públicas (CEDEX).

## Presupuesto
La Secretaría de Estado de Transportes, Movilidad y Agenda Urbana tiene un presupuesto asignado de 9.625,4 millones de euros (€) para el año 2023. De acuerdo con los Presupuestos Generales del Estado para 2023, la SETMAU participa en dieciocho programas:
| Nº Programa                                  | Programa | Dotación        | Ref.   |
| -------------------------------------------- | --- | --------------- | ------ |
| 261N                                         | Promoción, administración y ayudas para rehabilitación y acceso a vivienda a través de la Secretaría General de Agenda Urbana y Vivienda (DGVS)  | 959 526 750 €   | [ 14 ] |
| 261O                                         | Ordenación y fomento de la edificación a través de la Secretaría General de Agenda Urbana y Vivienda (DGAUA)                                     | 30 471 820 €    | [ 15 ] |
| 261P                                         | Ordenación y fomento de la edificación a través de la Secretaría General de Agenda Urbana y Vivienda (DGVS)                                      | 5 270 690 €     | [ 16 ] |
| 261P                                         | a través de la Secretaría General de Agenda Urbana y Vivienda (DGAUA)                                                                            | 1 731 390 €     | [ 16 ] |
| 441M                                         | Subvenciones y apoyo al transporte terrestre | 99 646 040 €    | [ 17 ] |
| 441M                                         | a través de la Secretaría General de Transporte (DGTT)                                                                                           | 2 505 946 050 € | [ 17 ] |
| 441N                                         | Subvenciones y apoyo al transporte marítimo a través de la Secretaría General de Transporte (DGMM)                                               | 83 948 920 €    | [ 18 ] |
| 441O                                         | Subvenciones y apoyo al transporte aéreo a través de la Secretaría General de Transporte (DGAC)                                                  | 573 860 050 €   | [ 19 ] |
| 441P                                         | Subvenciones al transporte extrapeninsular de mercancías                                                                                         | 84 279 240 €    | [ 20 ] |
| 451M                                         | Estudios y servicios de asistencia técnica en Obras Públicas y Urbanismo a través del Centro de Estudios y Experimentación de Obras Públicas     | 33 395 550 €    | [ 21 ] |
| 451N                                         | Dirección y Servicios Generales de Transportes, Movilidad y Agenda Urbana                                                                        | 339 912 470 €   | [ 22 ] |
| 453A                                         | Infraestructura del transporte ferroviario a través de la Secretaría General de Infraestructuras (DGPERF)                                        | 1 733 244 110 € | [ 23 ] |
| 453B                                         | Creación de infraestructura de carreteras a través de la Secretaría General de Infraestructuras (DGC)                                            | 1 599 547 100 € | [ 24 ] |
| 453C                                         | Conservación y explotación de carreteras a través de la Secretaría General de Infraestructuras (DGC)                                             | 1 211 931 910 € | [ 25 ] |
| 453M                                         | Ordenación e inspección del transporte terrestre a través de la Secretaría General de Transporte (DGTT)                                          | 24 320 790 €    | [ 26 ] |
| 453N                                         | Regulación y supervisión de la seguridad ferroviaria a través de la Secretaría General de Infraestructuras (AESF)                                | 16 463 520 €    | [ 27 ] |
| 454M                                         | Regulación y seguridad del tráfico marítimo a través de la Secretaría General de Transporte (DGMM)                                               | 36 868 810 €    | [ 28 ] |
| 455M                                         | Regulación y supervisión de la aviación civil a través de la Secretaría General de Transporte (DGAC)                                             | 10 541 280 €    | [ 29 ] |
| 455M                                         | Regulación y supervisión de la aviación civil a través de la Secretaría General de Transporte (AESA)                                             | 82 622 350 €    | [ 29 ] |
| 467B                                         | Investigación, desarrollo y experimentación en transporte e infraestructuras a través del Centro de Estudios y Experimentación de Obras Públicas | 1 000 000 €     | [ 30 ] |
| 46QC                                         | Nuevos proyectos I+D+I Público Privados, etc. a través del Centro de Estudios y Experimentación de Obras Públicas                                | 4 470 €         | [ 31 ] |
| 497M                                         | Salvamento y lucha contra la contaminación en la mar a través de la Secretaría General de Transporte (DGMM)                                      | 189 760 000 €   | [ 32 ] |
| 000X                                         | Transferencias internas a través de la Agencia Estatal de Seguridad Aérea                                                                        | 1 094 630 €     | [ 33 ] |
| Total presupuesto de la Secretaría de Estado | Total presupuesto de la Secretaría de Estado | 9 625 387 940 € |        |

## Secretarios de Estado
Desde 1993, estos han sido los titulares de este órgano superior:
- Alberto Zaragoza Rameau (1993-1996)[34]
- Joaquín Abril Martorell (1996-1998)[35]
- Albert Vilalta i González (1998-2000)[36]
- Benigno Blanco Rodríguez (2000-2004)[37]
- Víctor Morlán Gracia (2004-2008)[38]
- Josefina Cruz Villalón (2008-2009)[39]
- Víctor Morlán Gracia (2009-2011)[40]
- Rafael Catalá Polo (2011-2014)[41]
- Julio Gómez-Pomar Rodríguez (2014-2018)[42]
- Pedro Saura García (2018-2021)[43]
- Isabel Pardo de Vera Posada (2021-2023)[44]
- Francisco David Lucas Parrón (2023)[45]
- José Antonio Santano Clavero (2023-)[46]